# Echium brevirame
Echium brevirame là loài thực vật có hoa trong họ Mồ hôi. Loài này được Sprague & Hutch. mô tả khoa học đầu tiên năm 1914.